# Tam Thăng
Tam Thăng là một xã thuộc thành phố Tam Kỳ, tỉnh Quảng Nam, Việt Nam.
Xã Tam Thăng có diện tích 21,75 km², dân số năm 2019 là 8.399 người, mật độ dân số đạt 386 người/km².